# رأيتها تقف هناك (أغنية)

رأيتها تقف هناك (بالإنجليزية: I Saw Her Standing There) أغنية لفرقة الروك الإنجليزية البيتلز تعود إلى بول مكارتني وجون لينون، لكن كتبها مكارتني في المقام الأول. هذه هي الأغنية الافتتاحية للألبوم الأول للفرقة عام 1963، في ديسمبر 1963، أصدرت شركة تسجيلات كابيتول الأغنية في الولايات المتحدة بصفتها الجانب الثاني في أول أغنية منفردة لفرقة البيتلز «أريد أن أمسك يدك I want to hold your hand» التي تصدرت قائمة بيلبورد الأمريكي لمدة سبعة أسابيع بدءًا من 1 فبراير 1964. دخلت أغنية «رأيتها تقف هناك» في 8 فبراير 1964، وبقيت هناك لمدة 11 أسبوعًا، وبلغت ذروتها في المركز 14، وظهرت على قائمة كاش بوكس لمدة أسبوع واحد فقط في المركز 100 في نفس الأسبوع من ظهورها لأول مرة في قائمة بيلبورد.
احتلت أغنية «رأيتها تقف هناك» عام 2000 المرتبة 139 على قائمة رولينج ستون لأعظم 500 أغنية في كل العصور.

## تأليف الأغنية
كانت الأغنية تحمل الاسم الأصلي "سبعة عشر" وقد ابتكرها مكارتني عندما كان يقود سيارته إلى المنزل من حفل لفريق البيتلز في ساوثبورت، لانكشاير. كانت فكرته وضع أغنية حديثة على غرار الأغاني التقليدية " كما خرجت As I Roved Out"، أو "السابعة عشر تأتي الأحد Seventeen Come Sunday" التي يسمعها في ليفربول. قال كاتب سيرة البيتلز مارك لويسون: "عمل مكارتني أولاً على الأوتار والترتيب على الغيتار الصوتي في منزل عائلة صديقه في ليفربول وزميله الموسيقي روري ستورم مساء يوم 22 أكتوبر 1962. وبعد يومين، كان مكارتني يكتب سطورًا للأغنية أثناء زيارته إلى لندن مع صديقته سيليا مورتيمر، التي كانت في السابعة عشرة من عمرها في ذلك الوقت. اكتملت الأغنية بعد حوالي شهر في منزل مكارتني في فورثلين رود بالتعاون مع لينون"، وقدمها الفريق كجزء من مجموعتهم في ديسمبر 1962 في ستار كلوب بمدينة هامبورغ".
تحدث مكارتني لاحقًا في مجلة البوب الشهرية البريطانية «بيت انسترومنتال Beat Instrumental» عن تركيبة الأغنية قائلاً: «هذا مثال واحد على قطعة صغيرة اقتطفتها من شخص ما. استخدمت نغمة جيتار الأكوستك من أغنية» أنا أتحدث عنك«للمغني تشاك بيري. لقد عزفت نفس النوتات الموسيقية تمامًا كما فعل بيري، وكانت تناسب أغنيتي تمامًا. حتى الآن، عندما أخبر الناس بهذا، أجد القليل منهم يصدقني؛ لذلك، أؤكد أنه لا يجب أن تكون موسيقى جيتار الباس أصلية». قام فريق البيتلز بأداء أغنية بيري«أنا أتحدث عنك I'm Talking About You» وظهرت في ألبوماتهم مباشرة في ستار كلوب في هامبورغ، ألمانيا عام 1962، وعلى الهواء مباشر في بي بي سي المجلد 2.

## تسجيل الأغنية
لعب فريق البيتلز هذه الأغنية كثيرًا في نادي كافيرن، بين عامي 1961- 1963. بسبب رد فعل الجمهور الجيد على عروضهم الحية، طلب المنتج جورج مارتن من الفريق تسجيل، ببساطة، نسخة في الأستوديو تماثل عرضهم المباشر لألبومهم الأول، ولهذا السبب احتفظ بتسجيل صوت بول في بداية الأغنية وهو يعد "1 - 2 - 3 - 4"، والذي تم أخذها من تجربة الأستوديو التاسعة، ودمجها مع التسجيل النهائي.

## طاقم العزف والتسجيل
بول مكارتني: غناء رئيسي - جيتار - تصفيق يدوي
جون لينون: جيتار إيقاعي - غناء هارموني - تصفيق يدوي
جورج هاريسون: جيتار رئيسي - تصفيق يدوي
رينجو ستار: طبول - تصفيق يدوي

## كلمات الأغنية
(واحد اثنان ثلاثة أربعة)
حسنًا، كانت في السابعة عشرة من عمرها فقط Well, she was just seventeen
أنت تعرف ما أقصده You know what I mean
والطريقة التي نظرت بها And the way she looked
كانت لا تقارن Was way beyond compare
إذاً.. كيف أرقص مع آخرى So how could I dance with another
أوه، عندما رأيتها واقفة هناك؟ When I saw her standin' there
حسنًا، نظرت إلي Well, she looked at me
ويمكنني أن أرى And I could see
قبل وقت طويل جداً That before too long
سأقع في حبها I'd fall in love with her
لن ترقص مع آخر Cause she wouldn't dance with another'
أوه، عندما رأيتها واقفة هناك When I saw her standin' there
حسنًا، ذهب قلبي بووم Well, my heart went boom
عندما عبرت تلك الغرفة When I crossed that room
ووضعت يدها في يدي And I held her hand in mine
أوه رقصنا طوال الليل Oh, we danced through the night
وعانقنا بعضنا البعض And we held each other tight
وقبل وقت طويل And before too long
وقعت في حبها I fell in love with her
الآن لن أرقص مع أخرى Now I'll never dance with another
أوه، منذ أن رأيتها واقفة هناك When I saw her standing there

## نسخ أخرى من الأغنية
قدم الأغنية منذ صدورها عدد 187 فنان وفريق غناء، كان أبرزهم:
جوني هاليداي غناها بالفرنسية تحت عنوان «عندما رأيتها أمامي Quand Je L'ai Vu Devant Moi» عام 1963.
دافي باور والجراهام بوند كوارتيت Duffy Power with The Graham Bond Quartet عام 1963.
الهيت مايكرز The Hitmakers عام 1963
كليف ريتشارد عام 1967.
ليتل ريتشارد 1970.
التون جون عام 1975.
بوب والش عام 1979.
جيري جارسيا عام 1982.
بول مكارتنى عام 1987.
تيفاني عام 1988. احتلت المركز الثامن في المملكة المتحدة، والمركز السابع في الولايات المتحدة، وهذا أعلى مركز وصلت إليه أي نسخة من أغاني البيتلز بصوت فنان غيرهم. كان فريق البيتلز يخشى أن تقدم تيفاني نسخة لا تروق للمستمع، أضافوا: «أنتِ تلعبي بالنار حقًا إذا أخرجت نسختك ولم يتم استقبالها بشكل جيد»، وقالت تيفاني: «لكنني أعتقد أننا قدمنا نسخة رائعة عنها. كانت الفكرة هي خطورة تعريض المستمع من فئتي العمرية لفريق البيتلز بطريقة مختلفة. حدث ذلك بشكل طبيعي مع الكثير من أصدقائي فيما بعد، ولكن ليس عندما تكون في سن 14 و 15 و 16».

## وصلات خارجية
https://www.songfacts.com/facts/the-beatles/i-saw-her-standing-there رأيتها تقف هناك (أغنية)
https://www.beatlesbible.com/songs/i-saw-her-standing-there/ رأيتها تقف هناك (أغنية)
https://www.the-paulmccartney-project.com/song/i-saw-her-standing-there/ رأيتها تقف هناك (أغنية)
https://www.thebeatles.com/song/i-saw-her-standing-there نسخة محفوظة 9 يوليو 2021 على موقع واي باك مشين. رأيتها تقف هناك (أغنية)
https://www.youtube.com/watch?v=mwBdWVTR-o8 رأيتها تقف هناك (أغنية)
https://www.youtube.com/watch?v=duAg2xYY0oA رأيتها تقف هناك (أغنية)
https://www.youtube.com/watch?v=777wLgIEsSs رأيتها تقف هناك (أغنية)